# Окампо, Октавио
Октавио Окампо (исп. Octavio Ocampo; род. 28 марта 1943, Селая, Мексика) — мексиканский художник кино и театра, скульптор. Представитель стиля метаморфоз, очень близкого к ветви испанского сюрреализма, первым представителем которого был Сальвадор Дали.

## Биография
Октавио Окампо происходит из семьи мексиканских художников и дизайнеров. Художественное ремесло начал изучать в 1961—1965 гг. в Школе живописи и скульптуры, позднее в 1972—1974 гг. продолжил обучение в Художественном институте Сан-Франциско. На этапе поисков себя и своего места в творчестве работал как художник-декоратор, театральный художник и художник кино. Создал декорации к более чем 120 фильмам Мексики и США.
С 1976 года художник сосредоточился на создании живописи. Принимал участие как в персональных, так и коллективных выставках в городах Мексики, США, Канады, Латинской Америки, в Западной Європе и на арабском Востоке. Создал несколько портретов известных лиц западного мира в сюрреалистическом стиле («Портрет певицы Шер», «Портрет актрисы Джейн Фонда», «Портрет Джимми Картера» и др.). Как и большинство мексиканских художников XX века, обращался к созданию монументальных настенных росписей, украсил ими сооружения в г. Селая (мэрия и Технологический институт Селая), Национальный дворец в Мехико, правительственное сооружение Гуанахуато и др.
В г. Селая, на родине художника, создан музей Октавио Окампо.